# Kesko

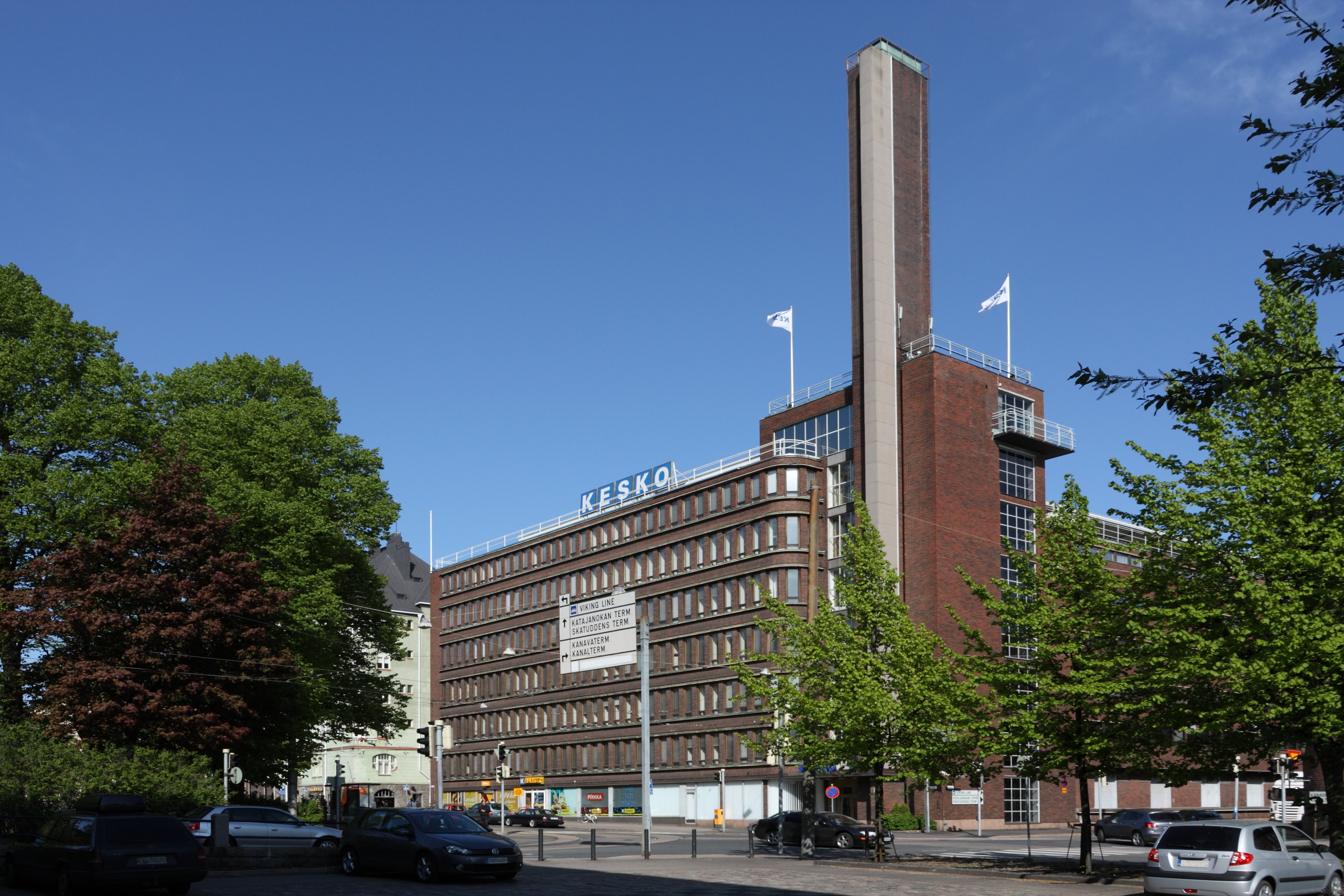
Sede central de Kesko en Helsinki

Kesko es un conglomerado finlandés de ventas al por menor. Opera, entre otras cosas, en los mercados finlandeses de almacenes, productos de diseño de interiores, reservas para agricultura, maquinaria agrícola, y ventas de autos. También tiene subsidiarios en Estonia, Letonia y Rusia.
La tarjeta de Kesko se llama Plussa. Su competidor más cercano es Grupo-S, una empresa cooperativa finlandesa que opera casi en los mismos campos que Kesko.
- Datos: Q1739782
- Multimedia: Kesko / Q1739782